# متنزه جليمر جلاس الحكومي
متنزه جليمر جلاس الحكومي، هو متنزه حكومي تبلغ مساحته 593 أكر (2.40 كـم2) والواقع شمال كوبرستاون، في مقاطعة أوتسيغو ، نيويورك. يقع معظم المنتزه داخل بلدة سبرينغفيلد.

## الوصف
يقع متنزه جليمر جلاس الحكومي في هايد باي على الشاطئ الشرقي لبحيرة أوتسيغو ‏، وهي «جليمرجلاس» من حكايات الجلود التي كتبها جيمس فينيمور كوبر .  يطل قصر هايد هول على الخليج ومعظم الأراضي.
توفر الحديقة شاطئًا، طاولات نزهة مع أجنحة، ملعب، برامج ترفيهية، مسار طبيعي، التنزه وركوب الدراجات وصيد الأسماك وصيد الأسماك على الجليد، ومخيم مع مواقع الخيام والمقطورات، والتزلج على الجليد، التزلج على الجليد والتزلج على الجليد وامتياز للطعام. الحديقة مفتوحة على مدار السنة.

## روابط خارجية
- New York State Parks: Glimmerglass State Park
- Friends of Glimmerglass State Park نسخة محفوظة 24 يوليو 2015 على موقع واي باك مشين.